# EuroCity

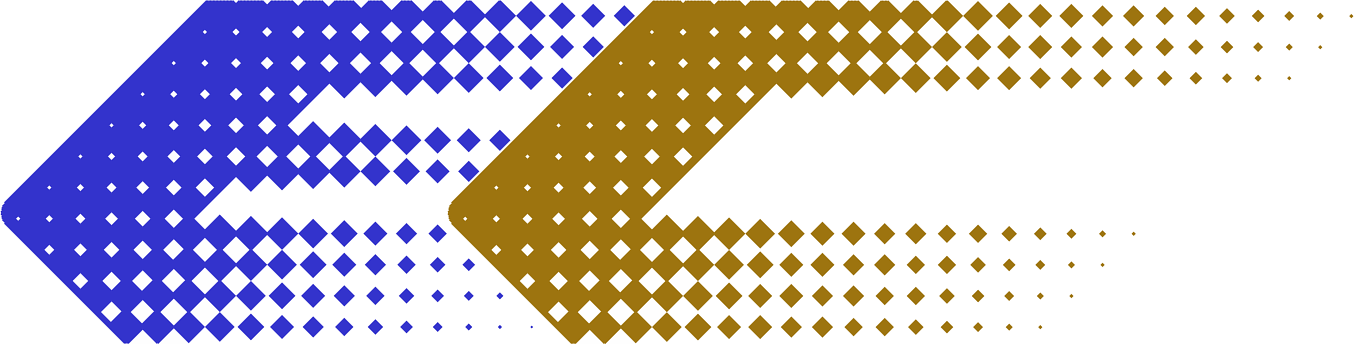
Eurocity logo

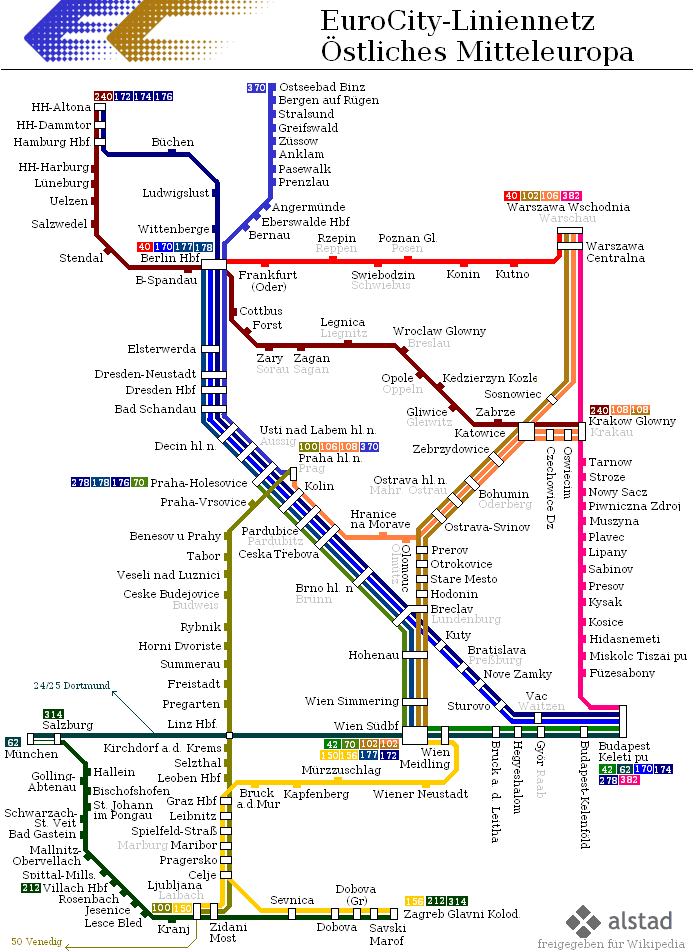
Rețeaua EuroCity în Europa Centrală și de Est (2008)

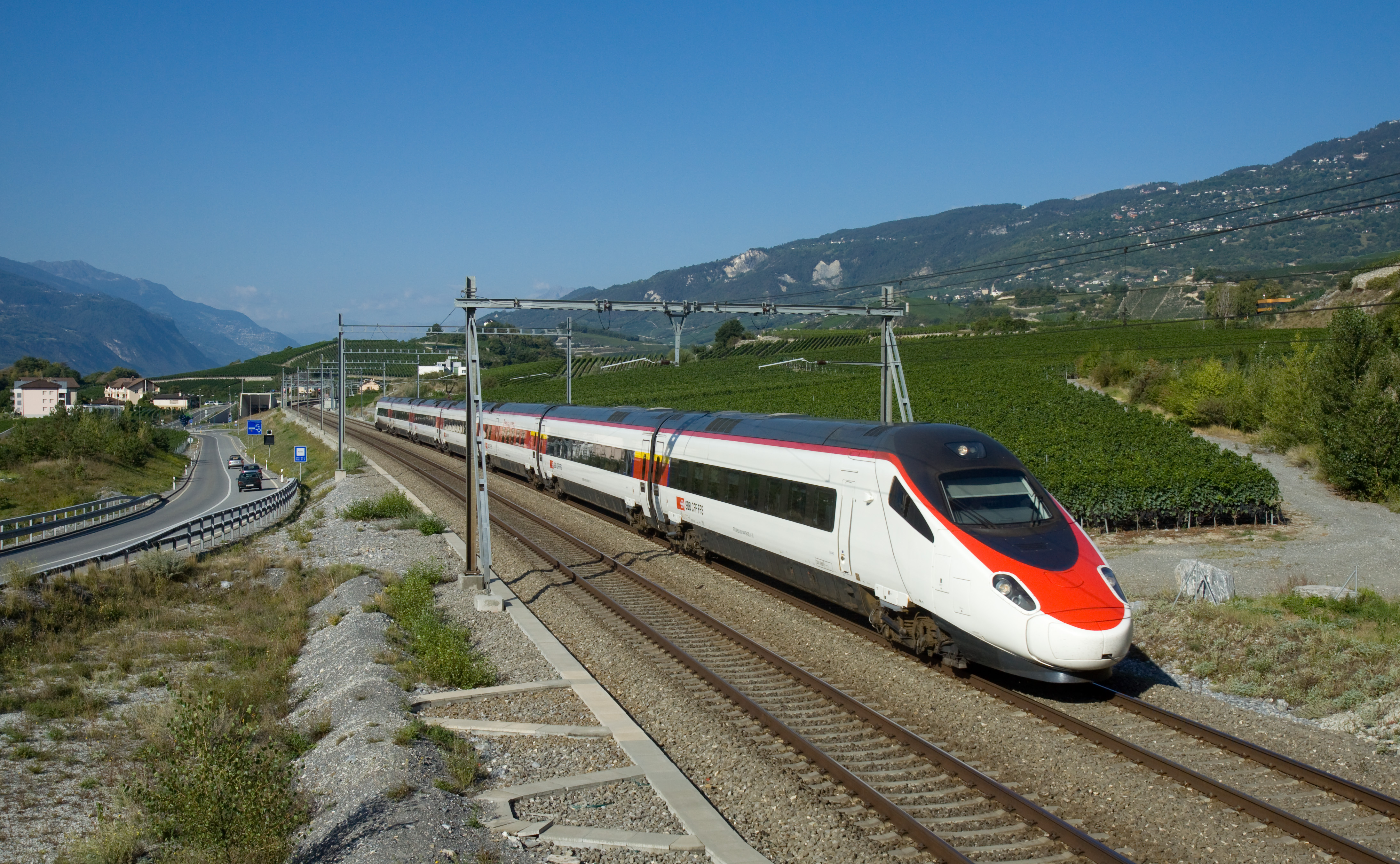
EuroCity 37 de la Geneva la Veneția

EuroCity, prescurtat ca EC, este o categorie de trenuri transfrontaliere din cadrul rețelei feroviare inter-city europene. Spre deosebire de trenurile alocate categoriei „IC” (InterCity) de nivel inferior, trenurile EC sunt servicii internaționale care îndeplinesc 20 de criterii care acoperă confortul, viteza, serviciile alimentare și curățenia. Fiecare tren comunitar este operat de mai multe societăți feroviare din Uniunea Europeană sau elvețiene, în cadrul unui acord de cooperare multilaterală, iar toate trenurile EC leagă orașe europene importante între ele.
Eticheta EuroCity a înlocuit vechea denumire Trans Europ Express⁠(d) (TEE) pentru trenurile de trecere a frontierei din Europa. În timp ce serviciile TEE erau doar de primă clasă, trenurile EuroCity au în compunere vagoane de clasa întâi și a doua. Programul EuroCity a fost conceput cu perechi de trenuri care circulă cu un singur tren în ambele direcții, rezultând astfel un serviciu mai frecvent decât TEE, care în mod normal circula doar o dată pe zi.

## Criterii

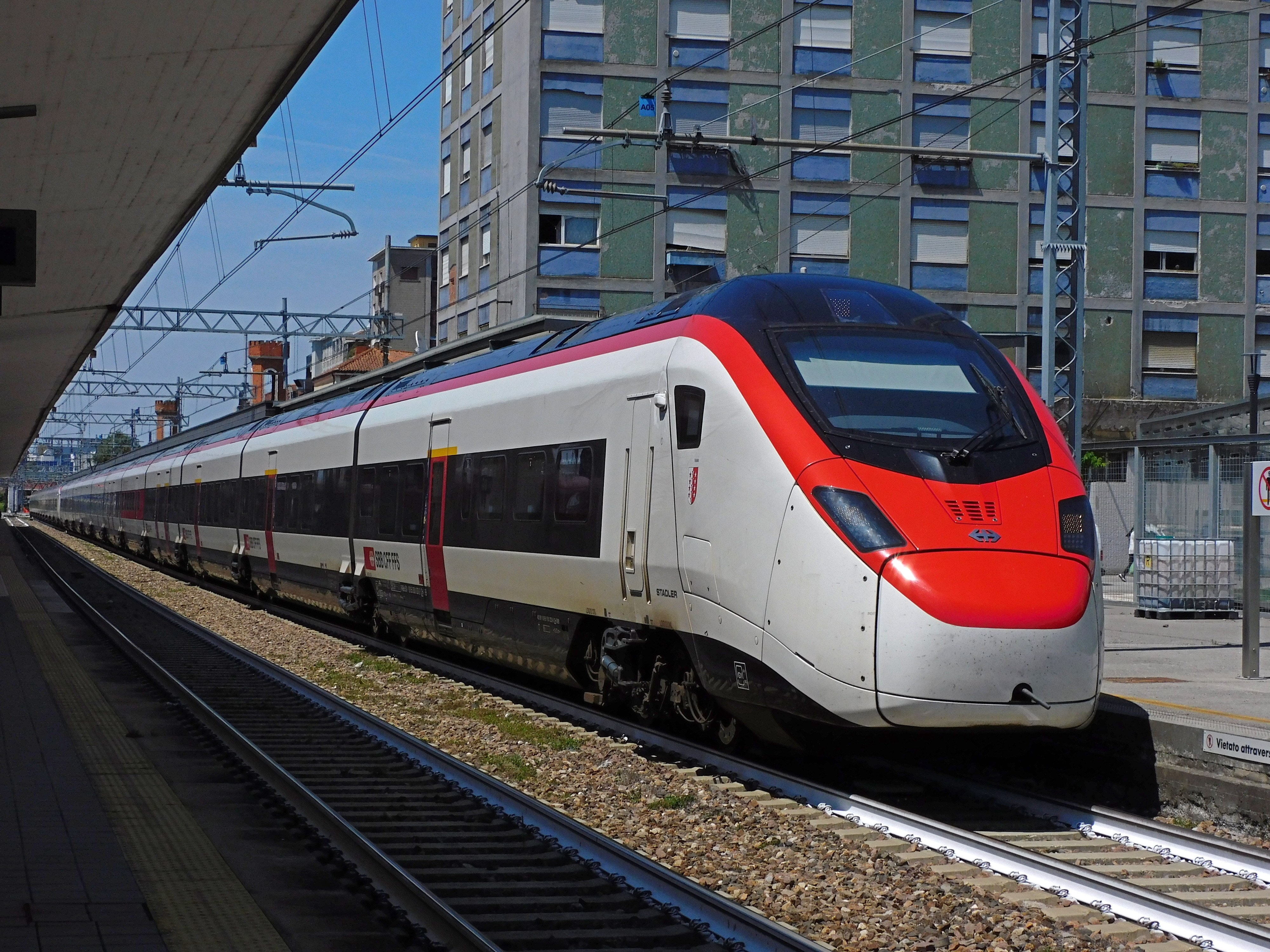
EuroCity Zurich - Veneția operat de SBB

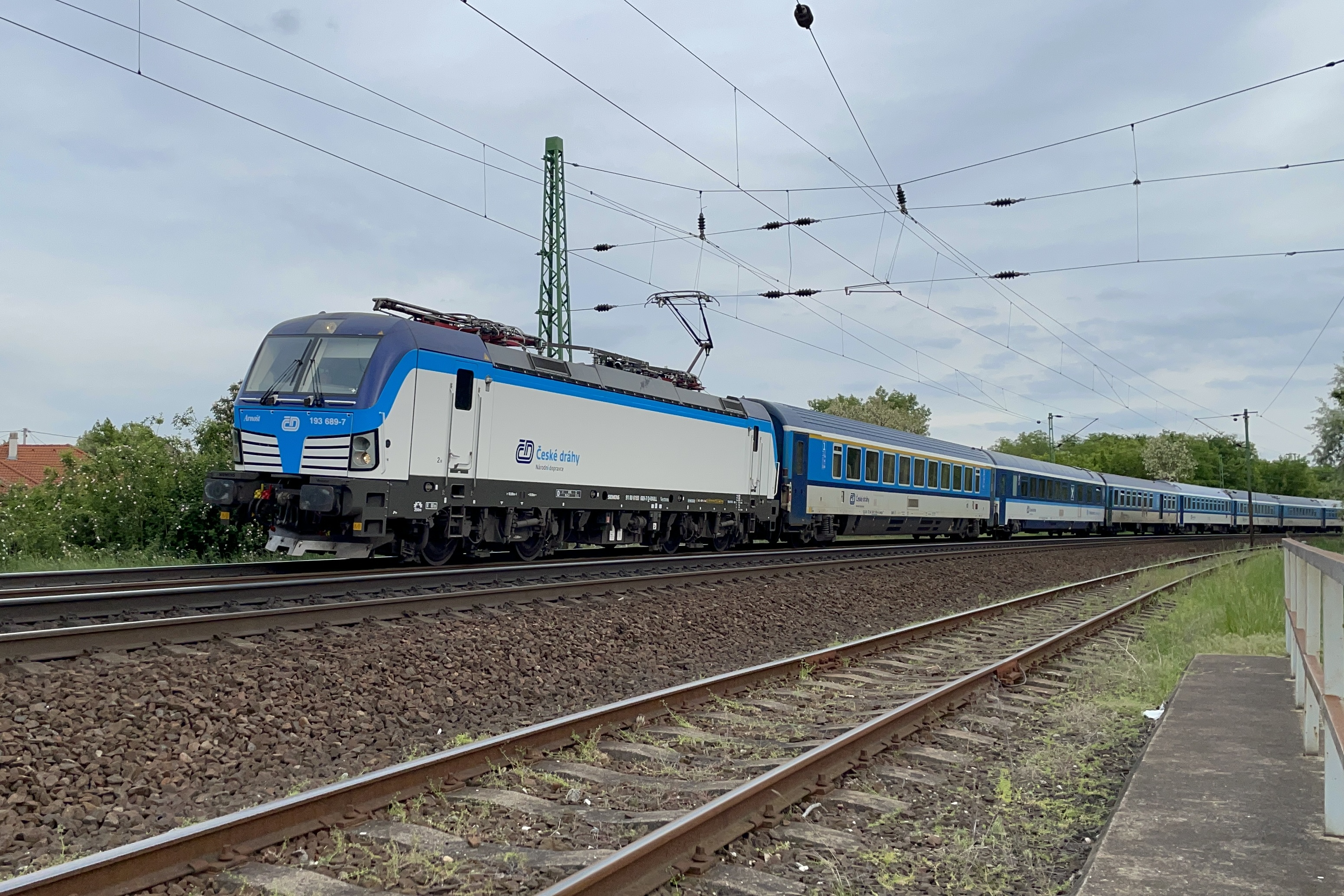
EuroCity Praga - Hamburg operat de ČD

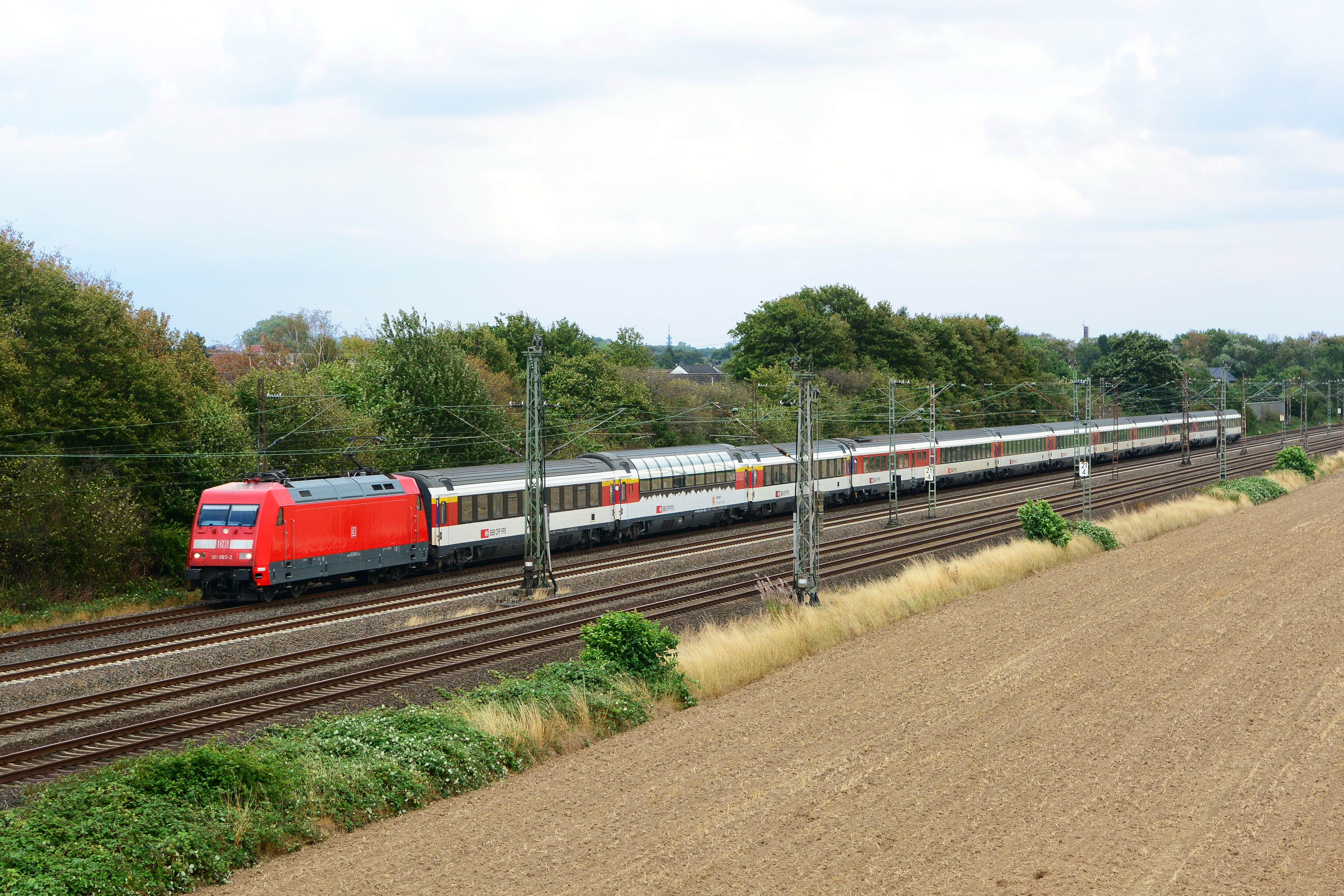
Eurocity Hamburg - Basel operat de DB

Criteriile pe care trebuie să le îndeplinească trenurile EuroCity includ următoarele:
- trenul trece prin două sau mai multe țări
- toate vagoanele au aer condiționat
- oprește doar în stațiile care deservesc orașe mari
- opririle sunt programate să dureze cel mult 5 minute, în cazuri speciale până la 15 minute
- mâncare și băuturi disponibile la bord (de preferință dintr-un vagon restaurant )
- conductorii vorbesc cel puțin două limbi, dintre care una trebuie să fie engleza, franceza sau germana
- viteză medie (incluzând opririle) peste 90 km/h, excepții se fac pentru rutele care includ teren muntos sau feriboturi

Orarul EuroCity a fost conceput cu perechi de trenuri care circulă cu câte un tren în fircare direcție, rezultând astfel un serviciu mai frecvent decât TEE-ul, care în mod normal funcționa doar o dată pe zi. În 1993 s-a decis că trenurile EuroCity trebuie să își finalizeze călătoria între 6:00 și miezul nopții. Serviciile de noapte sunt operate sub denumirea de EuroNight din 23 mai 1993. 
În era pre- Schengen, verificările pașapoartelor se efectuau în trenurile EC în timp ce acestea erau în mișcare, nu în timp ce erau într-o stație sau forțând pasagerii să coboare, așa cum se întâmpla uneori în cazul trenurilor non-EC.
Câteva necesită rezervare în prealabil (deși acest lucru este posibil și recomandat pentru toate celelalte trenuri) și, în unele țări, există o taxă suplimentară.